# Ewald Sasimowski
Ewald Sasimowski (ur. 23 lipca 1923 w Borowiu, zm. 16 kwietnia 2012) – polski zootechnik, rektor Wyższej Szkoły Rolniczej w Lublinie.

## Życiorys
W 1949 ukończył studia zootechniczne na Uniwersytecie Marii Curie-Skłodowskiej w Lublinie. W czasie studiów pracował w Katedrze Ogólnej Hodowli Zwierząt UMCS, jako młodszy asystent (1946–1948), od 1948 do 1953 był zastępcą dyrektora ds. hodowli Zespołu Państwowego Stada Ogierów w Białce. W 1953 został zatrudniony na Wydziale Zootechnicznym UMCS, który w 1955 znalazł się w strukturach nowo utworzonej Wyższej Szkoły Rolniczej w Lublinie. W WSR pracował w Katedrze Szczegółowej Hodowli Zwierząt. W 1959 obronił w WSR w Lublinie pracę doktorską, w 1962 otrzymał na Wydziale Hodowli Zwierząt Wyższej Szkoły Rolniczej w Poznaniu stopień doktora habilitowanego. Od 1963 do 1977 kierował Zakładem Hodowli Konia w WSR (od 1972 Akademii Rolniczej) w Lublinie, w latach 1964–1969 był dziekanem Wydziału Zootechnicznego. w 1969 otrzymał tytuł profesora nadzwyczajnego. W latach 1969–1972 był rektorem WSR, w latach 1970–1975 dyrektorem Instytutu Hodowli i Technologii Produkcji Zwierzęcej. W 1975 otrzymał tytuł profesora zwyczajnego.
W 1991 został doktorem honoris causa Akademii Rolniczej w Lublinie.
Był prezesem Polskiego Towarzystwa Zootechnicznego (1972–1973), prezesem Lubelskiego Towarzystwa Hodowców Koni (1963–1975), wiceprezesem Polskiego Towarzystwa Hodowców Koni (1960–1965), przewodniczącym (1975–1978), a następnie członkiem honorowym Komitetu Nauk Zootechnicznych Polskiej Akademii Nauk, prezesem Polskiego Stowarzyszenia Użytkowników i Przyjaciół Koni Roboczych (2002–2008).

## Odznaczenia i wyróżnienia
- Medal Komisji Edukacji Narodowej[4]
- Doctor honoris causa Akademii Rolniczej w Lublinie[4]
- Krzyż Kawalerski Orderu Odrodzenia Polski (1973)[2]
- Złoty Krzyż Zasługi[4]
- Medal im. Profesora Tadeusza Vetulaniego (2002)[5]